# Santi Giovanni Evangelista e Petronio

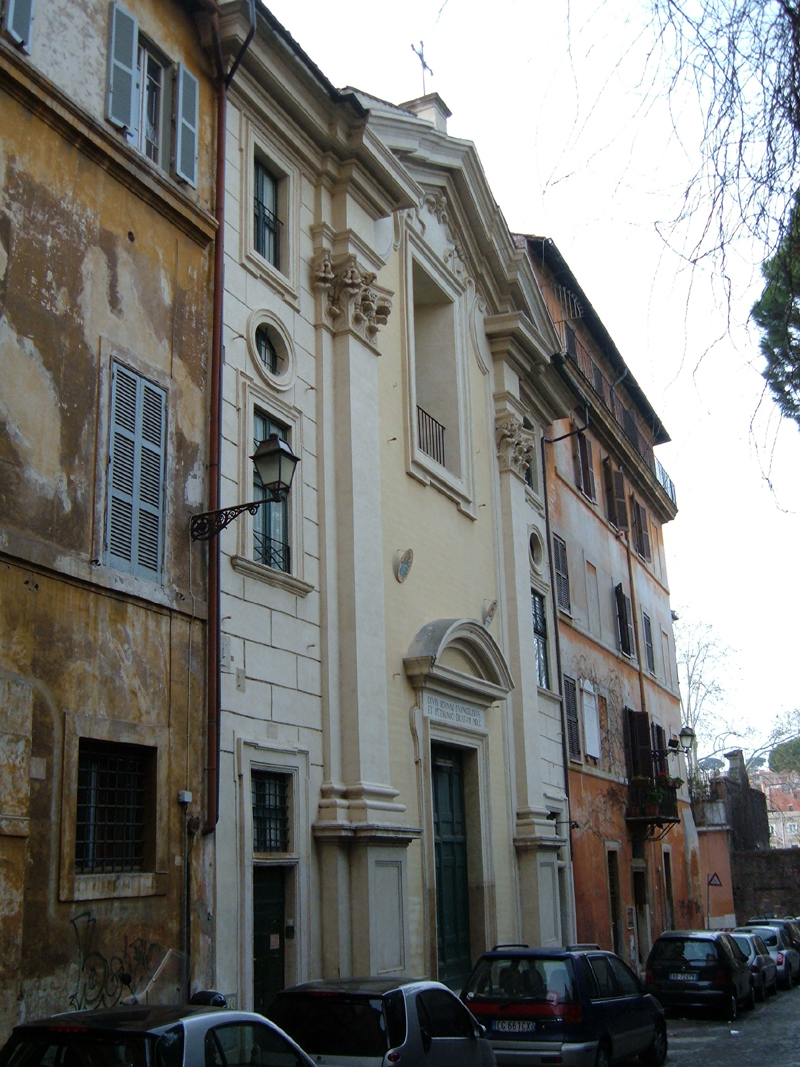

Santi Giovanni Evangelista e Petronio, auch S. Giovanni Evangelista e Petronio dei Bolognesi, (lateinisch: Sanctorum Ioannis Evangelistae et Petronii) ist eine Titelkirche in Rom.

## Überblick
Die Kirche wurde durch Papst Urban III. 1186 geweiht und der Kirche San Lorenzo in Damaso zugeschlagen und war bekannt unter den Namen Sanctae Thomae de Yspanis und später San Tommaso dei Muratori, auch della Catena oder dei Frati.
1581 wurde die Kirche zudem von Papst Gregor XIII. dem Heiligen Petronius gewidmet, der Patron der Bürger von Bologna in Rom ist. Papst Gregor XIII. ließ den Kirchenbau 1582 von Baumeister Ottaviano Nonni sanieren und umbauen. Die Fassade selbst wurde erst im 17. Jahrhundert in der heutigen Form gestaltet.
Am 25. Mai 1985 erfolgte die Erhebung zur Titelkirche der römisch-katholischen Kirche durch Papst Johannes Paul II. Namenspatron ist der Evangelist Johannes sowie seit 1581 Petronius von Bologna.
Die Kirche liegt an der Via del Mascherone 61 im römischen Stadtteil Regola am linken Tiberufer zwischen Ponte Garibaldi und Ponte Mazzini. Direkt nördlich befindet sich der Palazzo Farnese.

## Kardinalpriester
- Giacomo Biffi (1985–2015)
- Baltazar Porras (seit 2016)